# Joseph Eric D’Arcy
Joseph Eric D’Arcy (* 25. April 1924 in Melbourne; † 12. Dezember 2005 ebenda) war römisch-katholischer Bischof und von 1988 bis 1999 Oberhaupt der katholischen Kirche in Tasmanien.

## Leben
D’Arcy studierte am Corpus Christi College in Werribee und wurde schließlich am 24. Juli 1949 von Erzbischof Daniel Mannix zum Priester des Erzbistums Melbourne geweiht. Anschließend studierte er Philosophie an der Universität Melbourne, an der Oxford University und an der Päpstlichen Universität Gregoriana in Rom. Er war der erste australischstämmige Absolvent, der die Doktorwürde der Oxford University erhielt. 1962 kehrte er nach Australien zurück und unterrichtete an der Melbourne University Philosophie für die nächsten annähernd 20 Jahre.
Am 25. Februar 1981 wurde er von Papst Johannes Paul II. zum Bischof von Sale ernannt. Die Bischofsweihe spendete ihm sein Vorgänger Arthur Francis Fox am 1. Juli desselben Jahres. Mitkonsekratoren waren der Erzbischof von Melbourne, Thomas Francis Little, und der Bischof von Maitland, Leo Morris Clarke.
Am 24. Oktober 1988 wurde D’Arcy zum Erzbischof von Hobart ernannt.
Am 26. Juli 1999 trat D’Arcy von seinem Amt aus Altersgründen zurück. Seinen Lebensabend verbrachte er in Melbourne.
Joseph Eric D’Arcy starb am Morgen des 12. Dezembers 2005 im St. Vincent’s Hospital in Melbourne, wo er sich wegen einer Lungenentzündung in Behandlung befand. Er wurde am 19. Dezember in der Saint Mary’s Cathedral in Hobart beigesetzt.